# 塩満寺
塩満寺（えんまんじ）は、静岡県沼津市下香貫林ノ下いある日蓮宗の寺院。山号は香貫山。旧本山は沼津妙海寺。

## 歴史
弘治2年（1556年）実行院日用を開山に招いて創建された。好要院日窓（沼津妙海寺18世、塩満寺3世）の代に堂宇を修理再興したと伝わる。安政元年11月4日（1854年12月23日）の安政東海地震で本堂、庫裏、鐘楼等すべてが倒壊焼失した。

## 寺号
諸寺末寺帳の法華宗諸寺目録には駿河国香貫圓満寺と記されるが地名の塩満と同音であるため塩満寺となったという。 

## 境内
- 本堂
- 山門
- 庫裏
- 客殿
- 推定樹齢600年とされる榧

## 歴代
- 実行院日用
- 好要院日窓

## アクセス
- 沼津駅から車でおよそ15分
- 木ノ宮循環バスで塩満バス停下車徒歩10分
- 静浦三津方面行きバスで藤井原バス停下車徒歩15分